# Прапор Пікардії
Прапор Пікардії — прапор регіону на півночі Франції.